# Нива (волость)
Ни́ва (ест. Nõva vald) — колишня волость в Естонії, до жовтня 2017 року адміністративна одиниця самоврядування в повіті Ляенемаа.

## Географічні дані
Площа волості — 129,6 км2, чисельність населення на 1 січня 2017 року становила 349 осіб.

## Населені пункти
Адміністративний центр — село Нива.
На території волості розташовувалися 8 сіл (ест. küla):
Вайзі (Vaisi), Варіку (Variku), Гіндасте (Hindaste), Нива (Nõva), Ниммемаа (Nõmmemaa), Перакюла (Peraküla), Раннакюла (Rannaküla), Тузарі (Tusari).

## Історія
2016 року на підставі законів Естонії про адміністративну реформу, про органи місцевого самоврядування та про сприяння об'єднанню одиниць місцевого самоврядування волосні ради Кулламаа, Ляене-Ніґула, Мартна, Нива та Ноароотсі підписали угоду про об'єднання територій волостей в єдину адміністративну одиницю самоврядування — волость Ляене-Ніґула.
15 жовтня 2017 року в Естонії відбулися вибори в органи місцевого самоврядування. Після оголошення 20 жовтня результатів виборів в Ляене-Ніґулаську волосну раду 21 жовтня офіційно набуло чинності утворення волості Ляене-Ніґула в нових кордонах. Волость Нива припинила існування.